# 티맵
티맵(T map)은 티맵모빌리티에서 제공하는 위치 기반 서비스이다. 2002년 SKT에서 첫 서비스를 시작하여, 2021년 한 달에 한 번이라도 서비스를 이용해 본 사용자 수는 1000만 명이 넘는다.
2021년부터 SK텔레콤에서 티맵모빌리티로 이관됨에 따라 4월 19일부터 SKT 가입자도 데이터가 차감된다.
자동차, 대중교통 경로 검색과 현재 위치 주변 정보 안내, 위험 구간을 알려주는 '안전운전도우미' 등의 기능을 제공하고 있다. 교통정보는 2013년 기준 약 7만여대에 이르는 프로브카(probe car)를 통해 수집하며, 나비콜 콜택시와 SK에너지의 유류 운반차량 및 금호고속버스 등이다.

## 역사
2001년 11월부터 네이트 드라이브(NATE Drive)라는 이름으로 처음에는 내부 직원 대상으로 시범 운영하다 2002년 2월 정식 서비스를 시작하였다. 네이트 드라이브를 지원하는 휴대전화와 GPS 키트를 구입해서 실행하면 실시간 교통 정보를 종합해 가장 빠른 경로와 주변 시설물 정보를 조회하는 방식이었다. 초창기 네이트 드라이브 서비스 기본료는 2만원에 접속할 때마다 건당 50~70원의 데이터 이용료가 부과되었다. 한편 전산망 문제로 017 번호를 사용하던 가입자는 전산망이 통합되기 전까지 서비스를 이용할 수 없었다. 12월부터 차량을 세워두고 연락처를 남길 때 차주 본인의 전화번호를 직접 적어놓는 대신에 할당받은 사서함 번호를 적어 전화번호 노출 없이 전화 연결을 가능하게 해 주는 '네이트 드라이브 주차도우미 서비스'를 시행하기도 했었다.
2003년에는 르노삼성자동차의 'SM5' 모델을 구입하면서 내비게이션 시스템을 차량 내부에 설치한 고객에게 서비스를 제공하기도 했다. 기기 가격은 99만원.
2004년 4월 28일에는 네이트 드라이브 가입자 수가 10만명을 돌파했다. 이 무렵 이용할 수 있던 요금제는 월 2만원의 프리미엄 요금제와 월 9천원의 레귤러 요금제(추가 사용에 따라 요금이 부과) 및 기본료 없이 사용량에 따라 요금이 부과되는 종량제 방식이 있었다. 같은 해 7월에는 내비게이션 키트, 단말기 거치대, GPS 안테나를 일체형으로 통합한 기기를. 9월에는 보행자 길안내 서비스를 출시했다.
2005년 2월 택시 차량에도 네이트 드라이브를 설치하고 3월에는 모의주행 서비스를 출시하며 5월 말 가입자 30만명을 돌파하고 12월에는 40만명을 확보하고 있었다.
2006년 5월 '르노삼성 SM7'에도 네이트 드라이브 단말을 제공하기 시작했고 7월 야후! 코리아와 지역정보 연계 사업을 10월 GM대우와 시스템 개발 및 상용화를 위한 업무 제휴 협약을 체결했다.
2007년에는 무인 택시 콜 서비스 '나비콜'을 시작하고, 6월에는 길안내 무제한 요금제를 출시했다. 그리고 7월 통합 위치정보 서비스를 출시하며 현재의 서비스 명칭인 티맵(T map)으로 변경한다.
2009년에는 대중교통과 도보 길찾기 기능을 추가하고 레저 서비스를 시작하였다.
2010년부터 모토로이를 시작으로 안드로이드 운영 체제를 탑재한 스마트폰에서도 서비스를 시작하였고 티맵을 탑재하여 휴대전화로 받은 경로 탐색 결과를 블루투스를 통해 내비게이션으로 전달하는 기능이 탑재된 '엔나비 T200'을 출시했다. 5월 가입자 수는 120만명으로 증가했다.
2011년 5월부터는 아이폰과 아이패드용 티맵을 사용할 수 있게 되었고 10월부터는 SK텔레콤 가입자만 사용할 수 있었던 티맵을 KT와 LG유플러스 가입자도 사용할 수 있게 되었다.

## 버전
현재 티맵버전 Tmap 8.8.0
아이콘 디자인 변경 및 자잘한 버그 픽스

## 시장 점유율
2025년 2월 한국 지도 서비스의 월간 활성 이용자수(MAU)는 네이버 지도가 2,650만명으로 1위이며 시장 점유율은 70%이다. 2위는 티 맵(37.6%, 1,436만명), 3위는 카카오 맵(27.6%, 1,057만명), 4위는 구글 지도(23.1%, 884만명)이다.
자동차 리서치 전문기관 컨슈머인사이트의 2024년 발표에 따르면 스마트폰 내비게이션 이용자 수 1위는 티맵으로 점유율 74%이다. 2위는 카카오맵으로 12%, 3위는 네이버지도로 7%이다. 구글지도는 한국에서는 지도 자료 해외 서버 반출 금지 조치로 차량 내비게이션 기능은 제공하지 않는다.

## 모바일 서비스
모바일 서비스는 무료로 제공된다. [ SKT는 데이터 통화료까지 무료 4월19일부터 데이터 차감]  [ KT,LGU+는 데이터 차감 ]
- 교통정보

- 실시간 교통정보 : 전국 고속도로, 국도 등의 교통정보를 제공하는 서비스. 약 3만 5000대의 교통 정보 수집 차량과 SK텔레콤의 가입자의 움직임을 파악해 5분 단위로 업데이트된다.
- 대중교통 : 지하철, 철도, 시내버스, 시외버스, 고속버스, 항공사 정보를 조회할 수 있다.

- 위치정보

- 친구찾기 : 매시간 상대방의 위치를 자동으로 받거나 상대방이 알려주기를 수락하는 경우에만 정해진 시간 동안 위치를 받는 서비스이다.
- 가족안심 :  상대방의 현재 위치를 알려주는 것뿐만 아니라 등록한 지역을 벗어날 경우 보호자에게 자동으로 이탈 경보 문자를 보내주거나, 이동 경로를 확인할 수 있다.
- 별별맵, 내 주변 정보: 현재 위치를 기반으로 주변 업소의 명칭, 전화번호 등을 제공받을 수 있는 서비스이다.
- 여행&맛집
- 주유마트알뜰팩
- 제주도관광정보

- T map 레저

- T map Run : 운동하는 사람의 움직임을 기록하며, 운동 목표를 정하고 기록을 조회할 수 있다. 싸이언 프로, 스카이 S.T.듀퐁 등 일부 단말에서 이용할 수 있다.
- T map Golf : 전국 골프장의 거리 및 지도 정보를 제공한다. 싸이언 프로 등 일부 단말에 기본 탑재되어 있으며 일부 기기에서는 T 스토어에서 다운로드해서 사용할 수 있다.
- T map 등산 : 등산 기록 외에 등산 경로를 찾아주고 기록해주는 서비스이다. 스카이 S.T.듀퐁에 기본 탑재되어 있으며, T map Golf와 마찬가지로 일부 기기에서 T 스토어에서 다운로드해서 사용할 수 있다.

## 웹으로 지도 등록 또는 수정 요청
https://www.tmap.co.kr/my_tmap/my_map_tip/map_tip.do 에서 장소 정보를 등록하거나 수정할 수 있다.

## 관련 애플리케이션
- T map HOT : 홍대, 강남, 명동 지역의 인기 있는 장소 검색과 보행자 길찾기, 사진 공유 등이 가능하다.[47]
- BlackBox for T map : 길 안내와 함께 주행 영상을 녹화하는 기능이 포함된 애플리케이션[48]

## 요금
T map 설치와 구동이 가능한 휴대기기를 이용하고 있다면 누구나 T map을 이용할 수 있다.
T map을 사용하기 위해서는 ▲Android 6.0 이상 ▲iOS 버전 13 이상의 휴대기기가 필요하다. (Google Play, App Store 버전 업데이트 사항 확인)

## 스폰서
- SK플래닛 스타크래프트 II 프로리그 시즌 2 - SK플래닛의 스폰서의 브랜드이며 1 라운드에서 사용되었다.
- SK플래닛 스타크래프트 II 프로리그 12-13 -  시즌2와 동일하여 사용되었다.

## 같이 보기
- 네이버지도
- 카카오맵
- 구글지도